# Nova Módica
Nova Módica é um município brasileiro do estado de Minas Gerais. Localiza-se no Vale do Rio Doce e sua população recenseada pelo Instituto Brasileiro de Geografia e Estatística em 2022 era de 3 663 habitantes.